# 1210
1210 (MCCX) fue un año común comenzado en viernes del calendario juliano.

## Acontecimientos
- Mayo: El segundo parlamento de Ravennika es realizado en Ravennika, Grecia central, resultando en un concordato entre los príncipes de la Grecia franca y el clero católico.
- 18 de julio: El antiguo rey Sverker II Karlsson de Suecia es derrotado y asesinado por el actual rey Erik X Knutsson en la batalla de Gestilren.
- 24 de septiembre: Venus oculta a Júpiter, siendo la próxima ocultación en 1570.
- 18 de noviembre: El emperador Otón IV del Sacro Imperio Romano Germánico es excomulgado por el papa Inocencio III por invadir el sur de Italia, en desafío al concordato de Worms.
- 21 de noviembre: El rey Erik X de Suecia es coronado, en lo que es la primera coronación conocida de un rey sueco. Poco después, contrae matrimonio con la princesa danesa Riquilda, con el fin de fortalecer la relación el rey danés Valdemar II.
- 12 de diciembre: El emperador Juntoku sucede al emperador Tsuchimikado en el trono de Japón.
- Jochi, hijo mayor de Gengis Kan, lidera una campaña mongola contra los kirguís.
- Primera aparición de la máquina de hilar en China.
- Es fundado el sultanato de Delhi.
- El rey Juan I de Inglaterra obtiene £100.000 de las propiedades de la iglesia en una extraordinaria recaudación de impuestos; la operación es descrita como una "exacción incomparable e inestimable" por fuentes contemporáneas.[1]
- Cruzada Livonia: Fuerzas estonias derrotan a los Hermanos Livonios de la Espada en la batalla de Ümera.
- La ciudad de Acrocorinto se rinde ante las fuerzas cruzadas tras un sitio de cinco años.
- Godofredo de Estrasburgo escribe su poema épica Tristán (fecha aproximada).
- El papa Inocencio III da permiso a Francisco de Asís a fundar la Orden de Frailes Menores.

## Nacimientos
- 5 de mayo - Rey Alfonso III de Portugal (m. 1279)
- 24 de junio - Conde Florencio IV de Holanda (m. 1234)
- 22 de julio - Juana de Inglaterra, Reina de Escocia, esposa de Alejandro II de Escocia (m. 1238)
- Ibn Nafis, anatomista persa (m. 1288)
- Konoe Kanetsune, cortesano japonés (m. 1259)

## Fallecimientos
- 10 de enero - Lu You, poeta chino (n. 1125)
- Jinul, filósofo budista coreano (n. 1158)
- 17 de julio - Sverker el Joven, rey de Suecia 1196-1208 (n. en la década de 1160)
- Qutb-ud-din Aibak, primer gobernante musulmán de Delhi.
- Lý Cao Tông, rey de Vietnam (n. 1173)